# Tasga (Souk-Oufella)
Tasga est un village de Kabylie, en Algérie, faisant partie de la commune de Souk Oufella, daïra de Chemini, dans la wilaya de Béjaïa.

## Toponymie
En kabyle, tasga signifie « le coin ». Ce nom est porté par plusieurs villages en Kabylie.

## Histoire
Durant la guerre d'Algérie, Tasga et le village limitrophe d'Aourir ont été complètement incendiés par l'armée coloniale française.
C'est sur ce village que parle Mouloud Mammeri fera son roman La Colline oubliée en 1952 qui sera adapté en film par Abderrahmane Bouguermouh en 1997.

## Personnalités liées au village
- Mohand Cherif Sahli[2]